# Krukoviella disticha
Krukoviella disticha là một loài thực vật có hoa trong họ Ochnaceae. Loài này được (Tiegh.) Dwyer mô tả khoa học đầu tiên năm 1945.